# Ernest-Marie Herscher
Pour les articles homonymes, voir Herrscher.
Ernest-Marie Herscher (né le 20 juin 1870 à Paris et mort le 8 février 1939 dans la même ville) est un architecte et un graveur français.
Il est connu notamment pour avoir réalisé des vues du vieux Paris au début du XXe siècle.

## Biographie

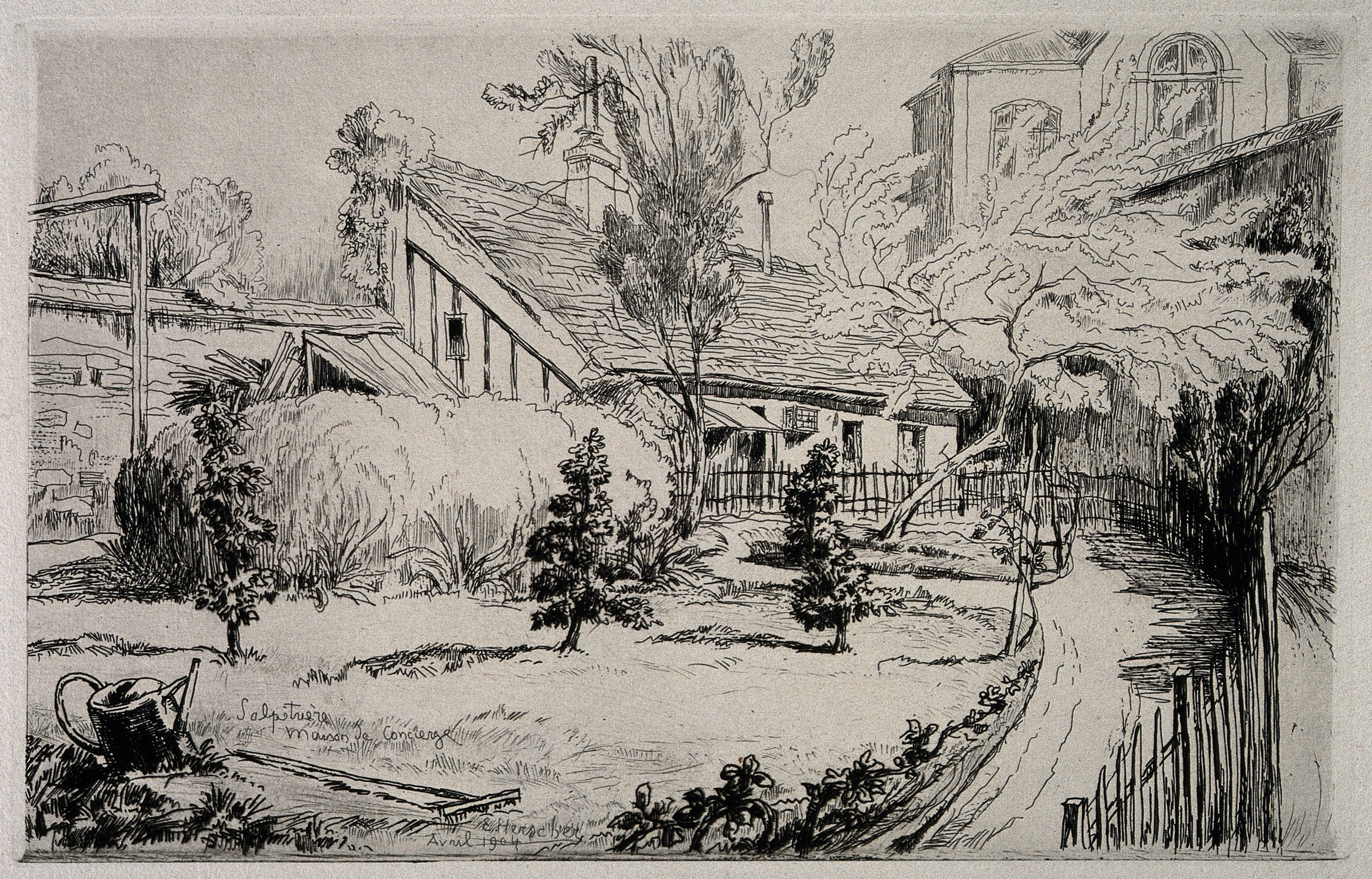
Salpêtrière maison de concierge (1904), eau-forte.

Ernest-Marie Herscher est né dans le 15e arrondissement de Paris, fils d'un ingénieur civil spécialisé en chauffage, ventilation et hygiène, Georges Charles Herscher, et de Cécile Louise Geneste,. Son frère aîné Eugène Charles Ernest (1868-1937), élève de l'École polytechnique et de l'École des mines de Paris, est ingénieur.
Ernest-Marie Herscher commence des études d'architecture à l'École spéciale d'architecture à partir de 1890, dans les ateliers de Gaston Trélat, d'Honoré Daumet, de Charles Girault et de Jean-Louis Pascal. Il entre en 1891 à l'École des beaux-arts de Paris dont il sort diplômé en 1898.
Herscher est mobilisé en août 1914, d'abord pour commander l'artillerie d'un fort de Paris. Il est envoyé au front en juin 1915 comme lieutenant au 14e régiment d'artillerie de campagne. Il sera démobilisé en décembre 1918. Il publie en 1917 un livre de témoignage qu'il illustre : Quelques images de la guerre.
Artiste éclectique, Herscher a été dessinateur, graveur, décorateur et créateur de tapisseries, mais aussi architecte et inspecteur des bâtiments civils. Il est membre de la Société des architectes diplômés par le gouvernement (SADG) en juillet 1898 et le restera jusqu'en 1938 où il est déclaré honoraire.
Membre du groupe « Nouveau Paris », il publie dans la Revue de l'art ancien et moderne des vues gravées du vieux Paris. Herscher a été membre de la Société des peintres-graveurs français et du comité du Salon d'automne, auquel il participe dès 1903 avec trois dessins en couleurs.
Il meurt en 1939 à Paris.

## Œuvres

### Architecture
Ernest Herscher a construit deux immeubles dans le style Art nouveau dans le 16e arrondissement de Paris :

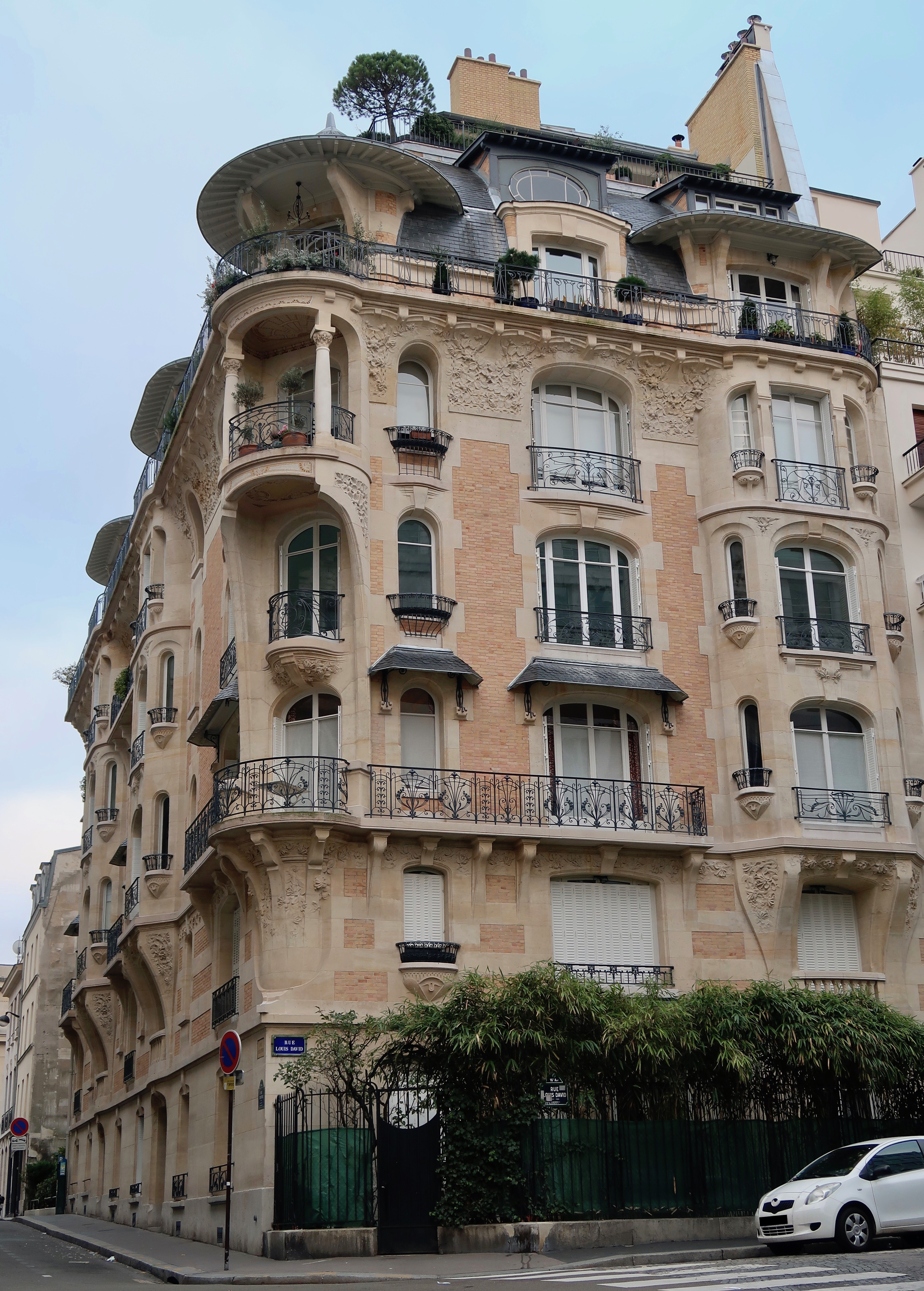
Immeuble du 39, rue Scheffer à Paris.

- 1905 : immeuble 85-87, rue La Fontaine. Les façades sur rue et sur cour sont influencées par l'Art nouveau, avec une faune et une flore en pierre sculptée (mésanges, escargot, lézard au milieu de feuillages et de campanules)[8]. L'immeuble est remarquable « pour l'originalité des armatures de soutien des balcons des deux derniers niveaux[9] ».
- 1911 : immeuble du 39, rue Scheffer, à l'angle de la rue Louis-David[10], où Ernest Herscher installe au rez-de-chaussée son agence d'architecture. L'immeuble est primé par le jury du concours de façades de la ville de Paris en 1922[11].

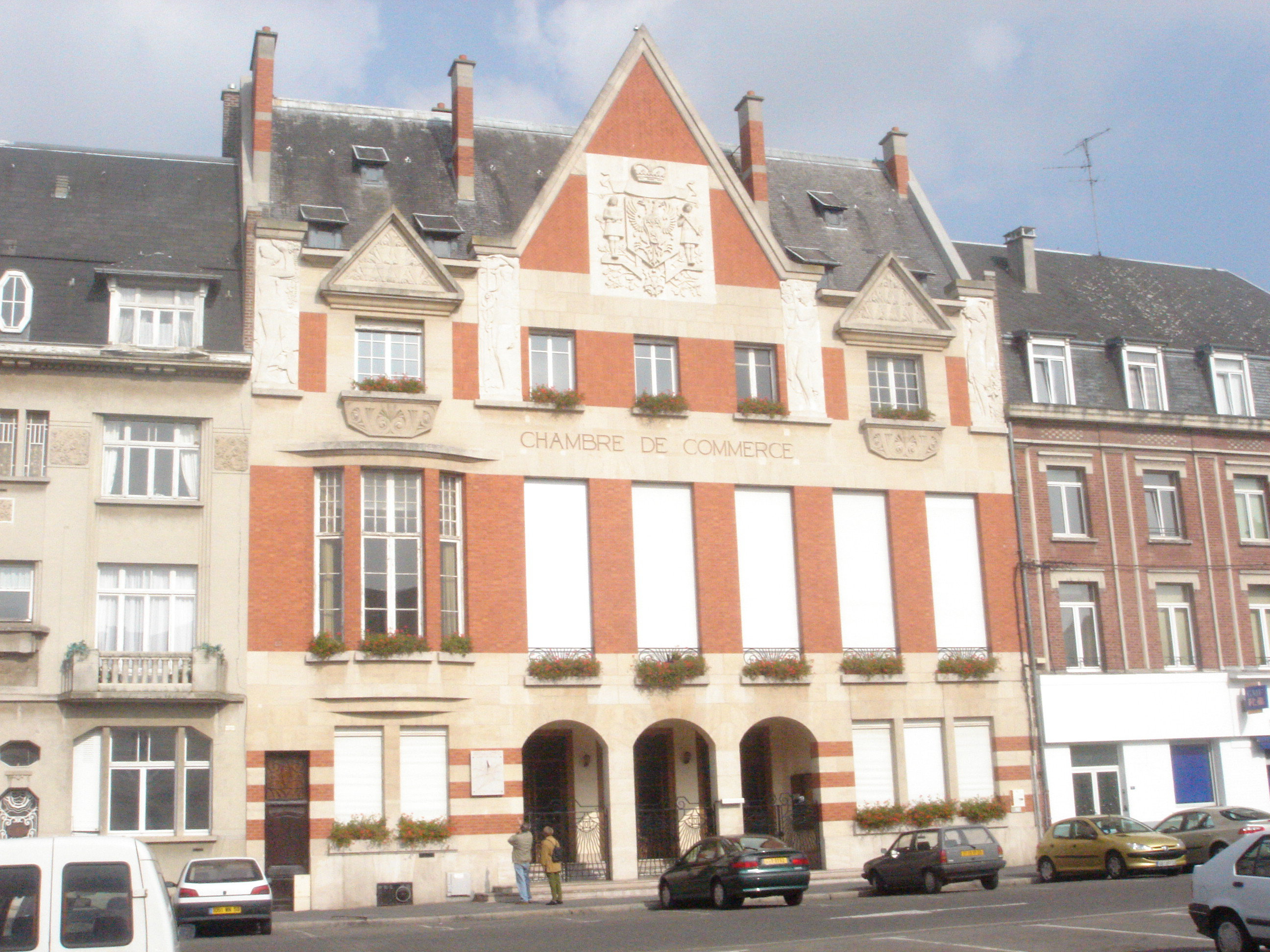
Chambre de commerce de Cambrai.

En 1927-1930, il construit, avec Pierre Leprince-Ringuet, chargé à partir de 1919 de la reconstruction du centre-ville détruit de Cambrai, la Chambre de commerce de Cambrai, inscrite à l'inventaire des monuments historiques en 2009.
En 1905, en collaboration avec l'architecte Louis Feine, il propose la construction d'un grand auditorium en forme d'amphithéâtre pour accueillir des congrès et des concerts sur la place du Carrousel à Paris, devant les jardins de l'ancien palais des Tuileries, démoli depuis 1882. Le projet veut respecter l'environnement par une construction en contrebas, pour que le niveau du bâtiment ne dépasse pas celui de la place et des jardins. Le projet n'est pas retenu mais les deux architectes réalisent cependant une maquette qui sera exposée en 1910 et en 1919 au Salon de la Société nationale des beaux-arts. En 1934, ils publieront un article sur ce projet dans la revue d'architecture Le Bâtiment illustré,.

### Dessin
- Soirée au Théâtre des Champs-Élysées, 1914, dessin, pierre noire et lavis rehaussé de gouache blanche, Paris, musée Carnavalet[17].

### Gravure
- Salpêtrière maison de concierge, avril 1904, eau-forte sur papier, 20 × 27,5 cm, Troyes, musée Saint-Loup[18].
- La rue Saint-Jacques, eau-forte sur papier, publiée dans la Revue de l'art ancien et moderne, 1906, p. 264[19].
- Souvenirs du Paris d'hier : 25 eaux-fortes originales avec notices explicatives de E. Herscher ; préface de J. Guiffrey, Paris, Société de Propagation des Livres d'Art, 1911. Tirage limité à 510 exemplaires numérotés.
- Le Pavillon de Jean-Jacques Rousseau, 28, quai de Passy, eau-forte sur papier, publiée dans la Revue de l'art ancien et moderne, 1912, p. 48[20],[21].
- Frontispices pour des livres imaginaires : 12 lithographies originales de E. Herscher ; présentées par M. Paul Valéry, Paris, 1929. Tirage limité à 30 exemplaires sur Chine[N 4].

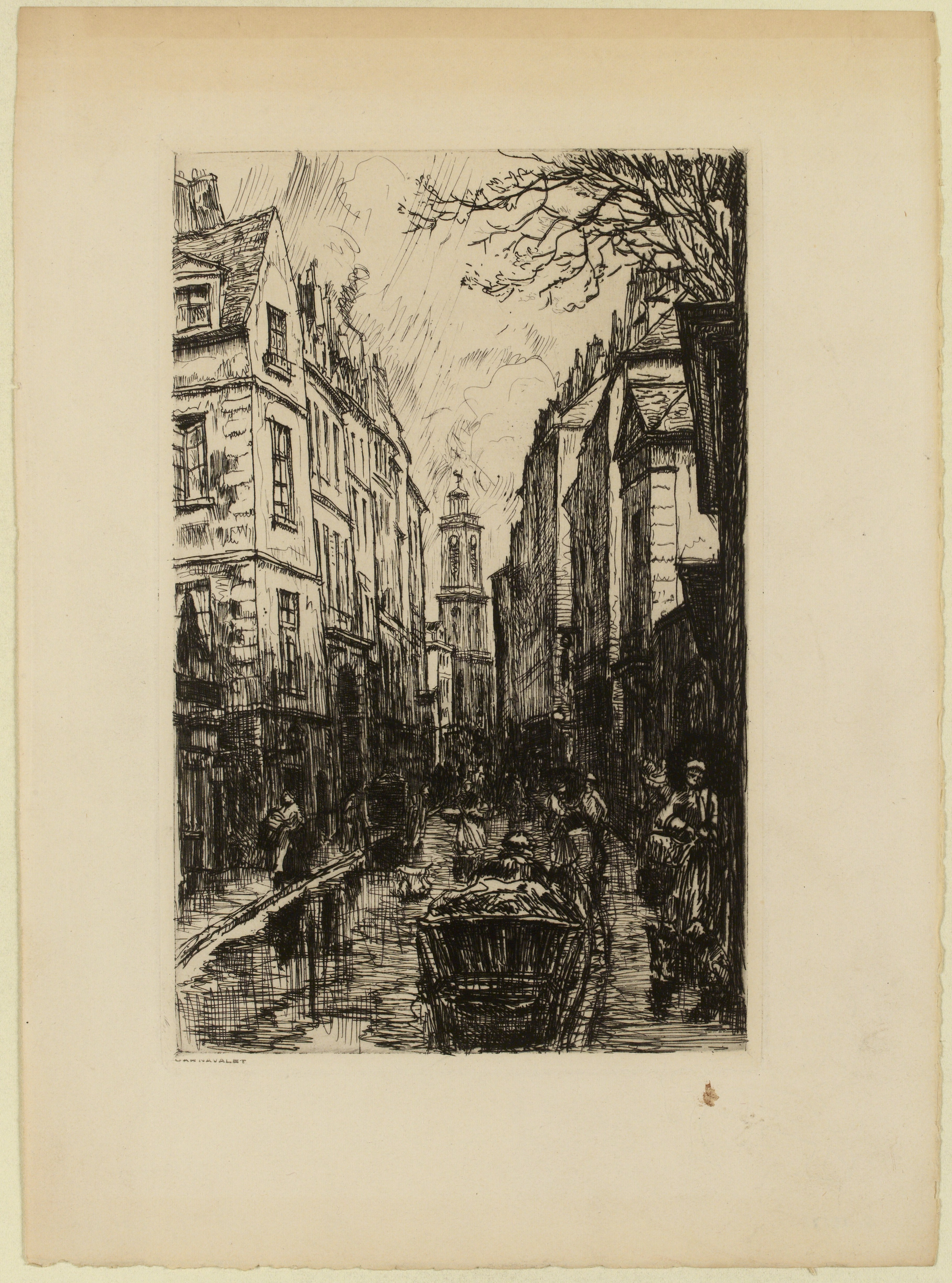
Rue Saint-Jacques (Paris).
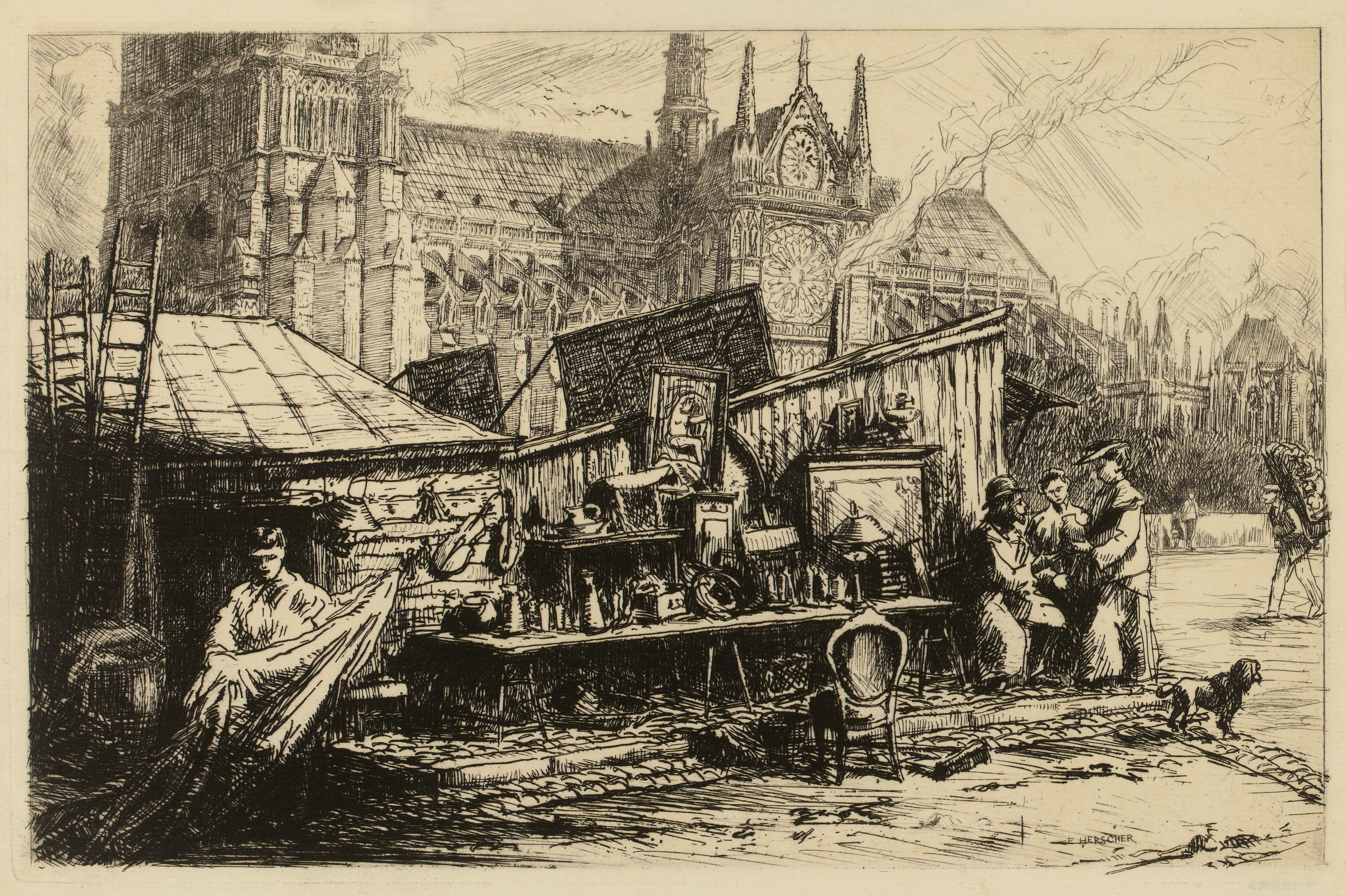
Brocanteur sur le quai de Montebello.
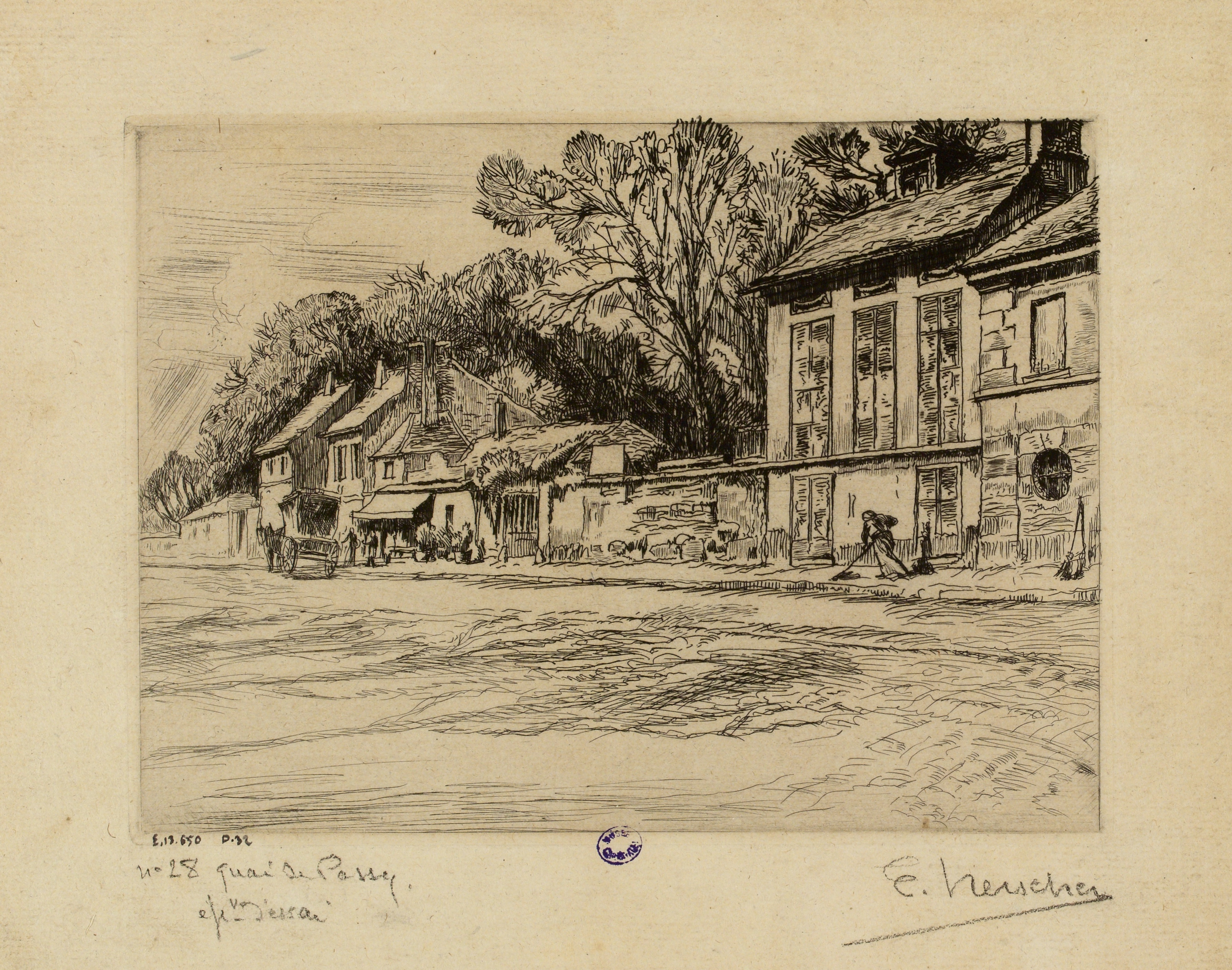
N°28 quai de Passy. Le pavillon de J. J. Rousseau.
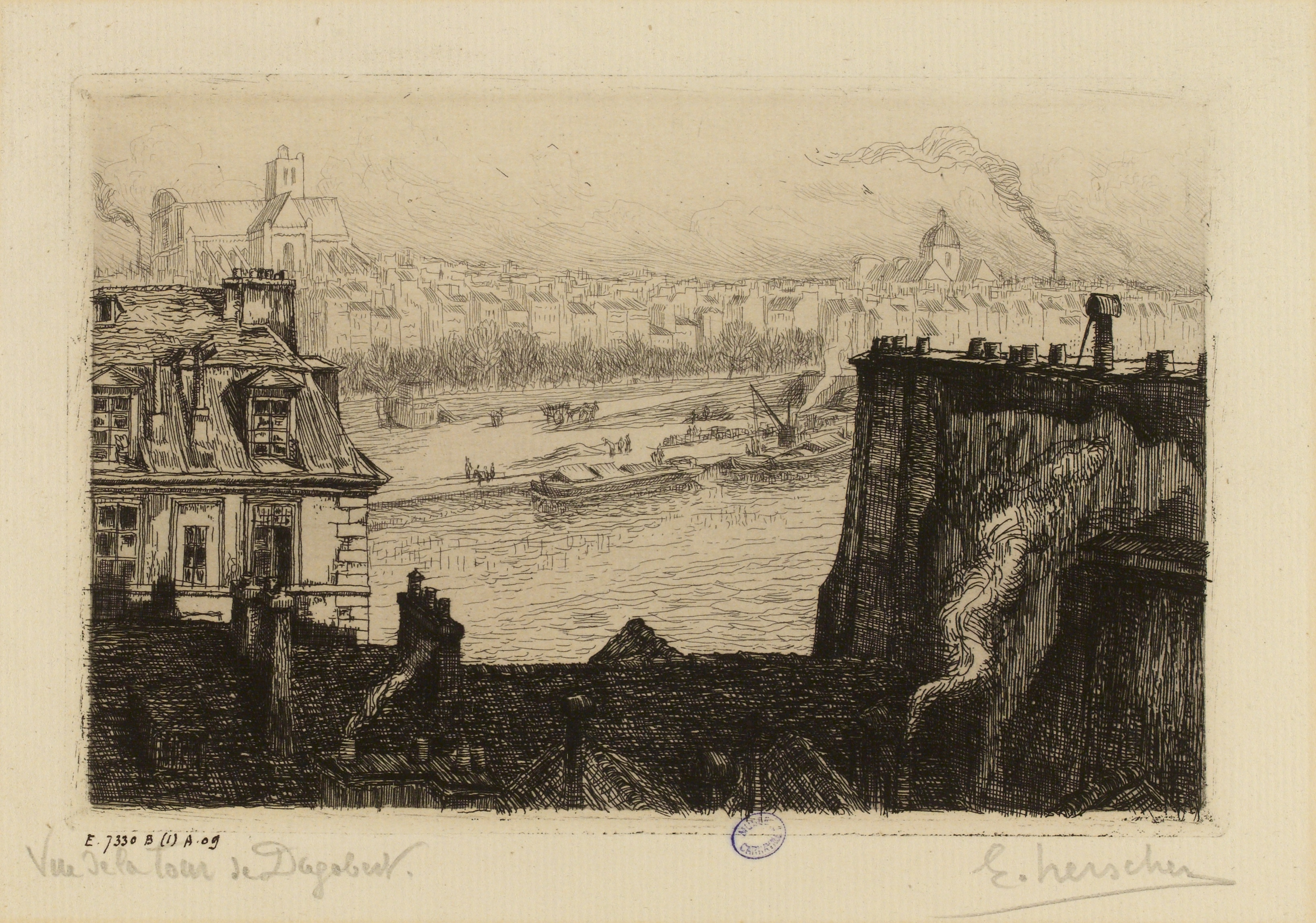
Vue de la tour de Dagobert.

### Autres publications
- Quelques images de la guerre : Woëvre 1915, Verdun 1916, Paris, Berger-Levrault, coll. « La guerre, les récits des témoins », 1917, 216 p..